# Halbmastwurf
Der Halbmastwurf ist ein Knoten, der beim Klettern zum Abseilen und zur dynamischen Sicherung des Kletterpartners dient.
Die Sicherungsmethode unter Verwendung dieses Knotens heißt Halbmastwurfsicherung oder kurz HMS.

## Geschichte

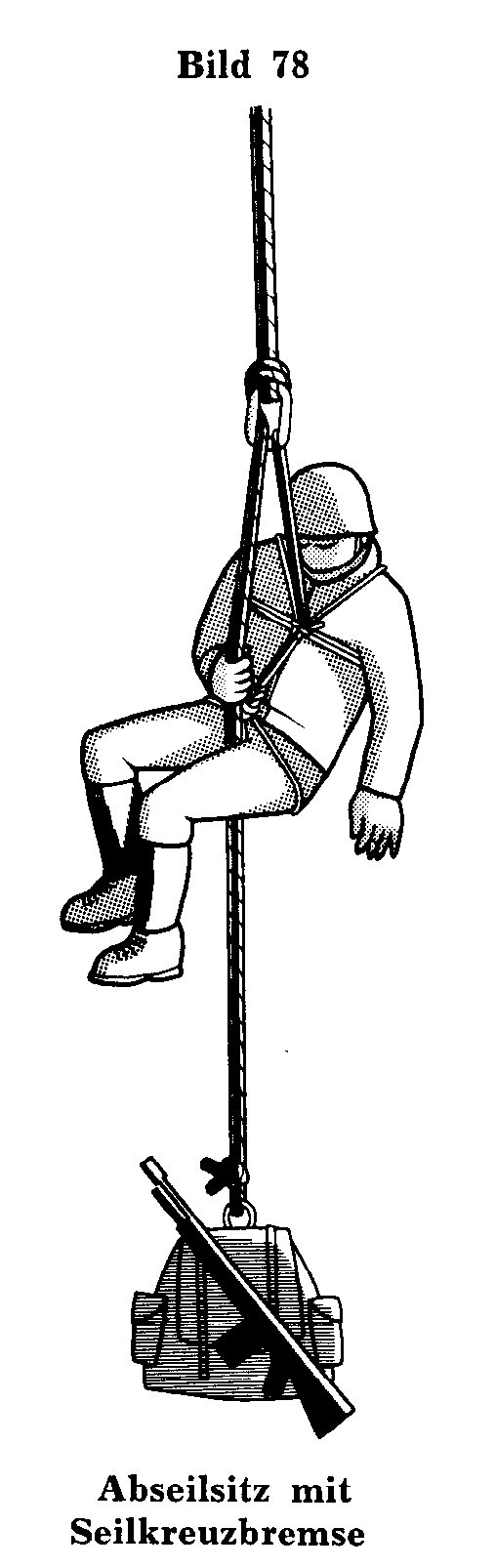
Militärisches Bergsteigen 1966

Die Ursprünge dieses Knotens reichen weit zurück in die Antike. Wahrscheinlich benutzten schon die Phönizier diesen Knoten zum Losfieren von Schiffen.
Im Bergsteigen tauchte er in den 1930er Jahren auf, als russische Kletterer ihn verwendeten.
Spätestens ab 1966 lehrte die Bundeswehr diesen Knoten beim Heeresbergführerlehrgang in der behelfsmäßigen Bergrettung unter dem Namen „Seilkreuzbremse“. Da diente er allerdings nur zum Abseilen.
In die Kletterfachwelt gelangte der Knoten erst gegen Ende des Jahres 1967. Damals gerieten die Nachteile statischer Sicherungsmethoden immer mehr in den Fokus und die Notwendigkeit von dynamischen Techniken wurde größer. Eine Methode unter dem Namen „Karabiner-Bremsschlinge“ schlug Franz Ruso vor, die identisch mit der heutigen HMS ist. Neben der Vielzahl anderer Techniken, die während des Paradigmenwechsels entwickelt wurden, ging Rusos Vorschlag unter.
Einige Jahre später zeigte die italienische Delegation auf der UIAA-Tagung in Trient 1971 eine identische Methode, die etwa 1969 im Aostatal entstand. Der österreichische Delegierte lehnte sie allerdings ab, weil scheinbar Seil auf Seil reiben würde.
Im Jahr 1973 stellten die Italiener die Sicherung auf der UIAA-Tagung in Andermatt abermals vor. Der DAV-Sicherheitskreis um Pit Schubert ermittelte im Labor die Bremswerte und schließlich empfahl die Kommission die neue „UIAA-Sicherung“.
Von da an entwickelte sich der Halbmastwurf zu einem der wichtigsten Knoten beim Bergsteigen. Er trug wesentlich zur Verbesserung der Sicherungstechnik bei.
Der Name „Halbmastwurfsicherung“ entstand in einem Gespräch zwischen Pit Schubert und Werner Munter ebenfalls auf der Tagung.
Munter hatte damals in Trient auch eine neue Technik vorgeschlagen, die er „Karabiner-Schultersicherung“ nannte. Diese verwendete zwar den Halbmastwurf, führte aber das Bremsseil zusätzlich über die Schulter, um die Bremskraft zu erhöhen, und eliminierte damit den Vorteil der dynamischen Sicherung. Seitdem die HMS anerkannt ist, hatte sich Munter immer wieder bemüht, sie mit seinem Namen zu verbinden. Vielfach wird deswegen irrtümlich angenommen, Munter wäre der Erfinder, und im Englischen heißt der Knoten auch „Munter Hitch“.

## Anwendung
Der Halbmastwurf wird zur dynamischen Sicherung beim Klettern verwendet. Ein Sturz wäre fatal, wenn ein unelastisches Seil den Fall schlagartig abbremsen würde. Deswegen benutzen Kletterer dynamische Kletterseile, die den Fangstoß durch ihre Dehnung mindern, und bei Bedarf zusätzlich eine dynamische Sicherungstechnik, bei der etwas Seil durch die Sicherung läuft und dabei durch Reibung gebremst wird.
Bei der Halbmastwurfsicherung läuft das Seil durch einen HMS-Karabiner und ermöglicht es der sichernden Person, dem Kletterer soviel Seil auszugeben, wie dieser für seine Fortbewegung im Fels benötigt. Stürzt der Kletterer jedoch, hält der Sicherungspartner das Bremsseil fest, so dass sich der Knoten zuzieht und das Seil sich selbst beklemmt und den Sturz dynamisch abbremst und stoppt.
Zur sicheren Handhabung muss die Bremshand das Bremsseil immer umschließen. Zu lockeres oder verspätetes Fassen würde das Seil durchrutschen lassen und zu Brandverletzungen an der Hand und möglicherweise zum Loslassen und Absturz des Partners führen. Über den Haltewinkel lässt sich beim Ablassen der Seildurchlauf besser regulieren als mit Handreibung. Je kleiner der Winkel zwischen Brems- und Lastseil, desto größer die Bremswirkung.
Die Hand sollte das Seil in genügendem Abstand vom Karabiner fassen, damit sie bei einem Sturzzug nicht hineingezogen wird. Ebenso muss der Sichernde darauf achten, dass nichts anderes hineingerät, wie etwa Kleidung oder Haare.
Lange Zeit galt beim Deutschen Alpenverein (DAV) die Lehrmeinung die Bremshand solle oben bleiben, so dass Bremsseil parallel zum Lastseil verläuft. Beim Nachfassen muss dabei ein kurzer Handwechsel erfolgen. Beim Österreichischen Alpenverein (ÖAV) ist die Bremshand-unten-Methode üblich und die Bewegungen sind äquivalent zur Sicherung mit Tube. Die Bremswirkung unterscheidet sich dabei nur unwesentlich. Ist die Bremshand unten positioniert, kommt es allerdings zu einer stärkeren Krangelbildung und im ungünstigen Fall kann das Seil über den Verschluss des Karabiners laufen und diesen dabei öffnen. Die DAV-Sicherheitsforschung empfiehlt daher die Verwendung eines Safelock-Karabiners, um die Gefahr eines unbeabsichtigten Seilaushängens zu minimieren.
Heutzutage wird die HMS stark von Sicherungsgeräten verdrängt. In DAV- und KLEVER-Kletteranlagen war sie 2018 nur mit 1 % vertreten. 2019 tauchte sie in der Statistik nicht mehr separat auf.
Beim alpinen Klettern gehört sie aber immer noch zum Grundlagenwissen. Insbesondere bei Mehrseillängenrouten ist sie für Zweierseilschaften ideal, da der Sturzzug aus jeder Richtung erfolgen kann und bei Wechselführung somit nicht umgebaut werden muss, die HMS gute Bremswerte besitzt und ohne spezielle Ausrüstung auskommt.
Neben dem Sport- und Alpinklettern wird der Halbmastwurf auch im Bereich der Höhen- und Höhlenrettung sowie als Absturzsicherung bei der Feuerwehr eingesetzt.
Der DAV-Sicherheitskreis ermittelte Bremskräfte der HMS am Fixpunkt zwischen 1,7 und 3,0 kN in Abhängigkeit von der Handkraft des Sichernden bei Einfachseilen (10 bis 11 mm) und einem Sturzfaktor von 0,4. Bei Stürzen in den Stand mit Sturzfaktor 2 lagen die ermittelten Bremskräfte zwischen 2,0 und 4,8 kN. Mit dieser Bremskraft ist es auch schwachen Personen möglich, einen Sturz zu halten.

## Knüpfen

### Halbmastwurfsicherung beim Klettern
Beim Klettern dient der Halbmastwurf mit einem HMS-Karabiner zur Herstellung der Halbmastwurfsicherung.

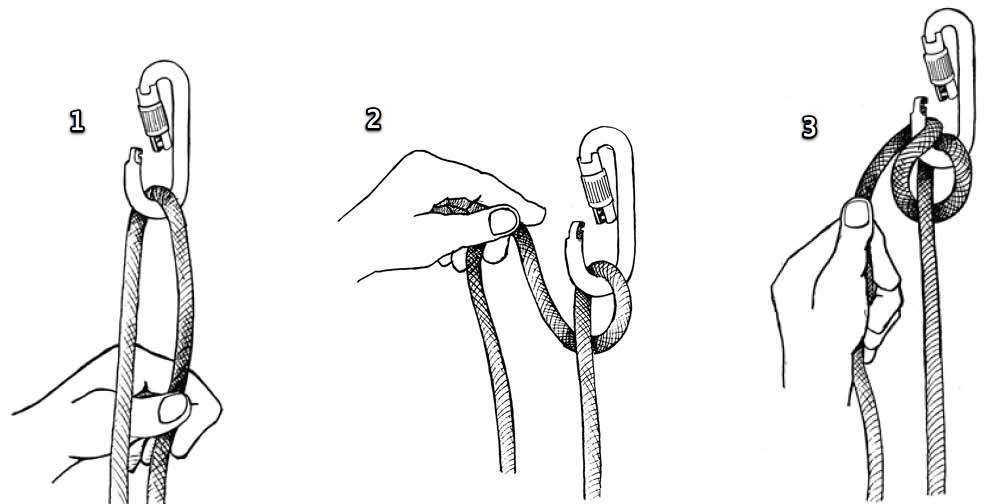
HMS einhängen

#### Halbmastwurf einhängen
Zuerst wird ein einfacher Törn in den Karabiner eingelegt. Das Seil wird dann gegenläufig nochmal eingelegt.

#### Halbmastwurf einhängen mit Auge

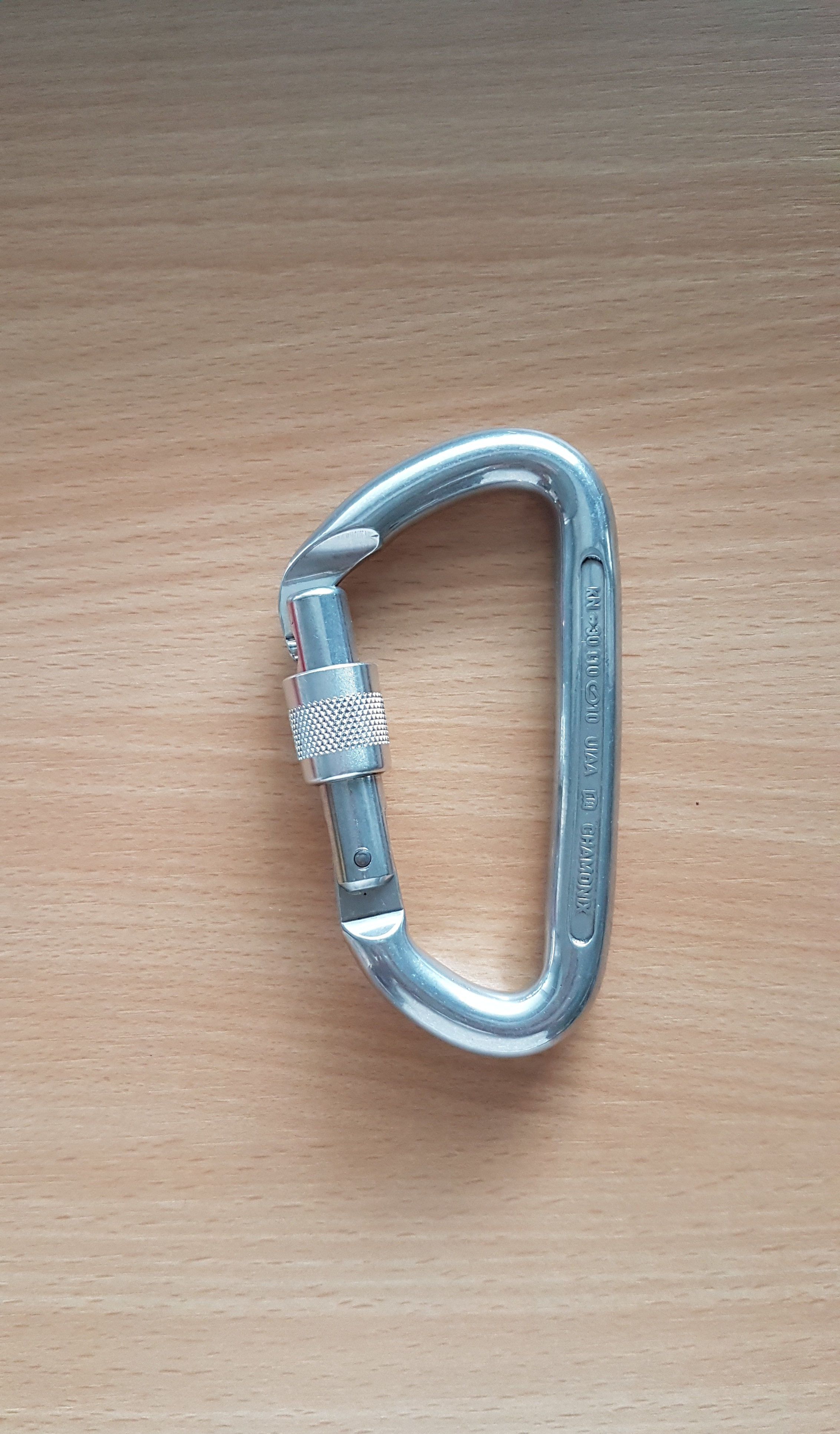
Karabiner mit Schraubsicherung (der abgebildete Karabiner ist kein HMS-Karabiner)
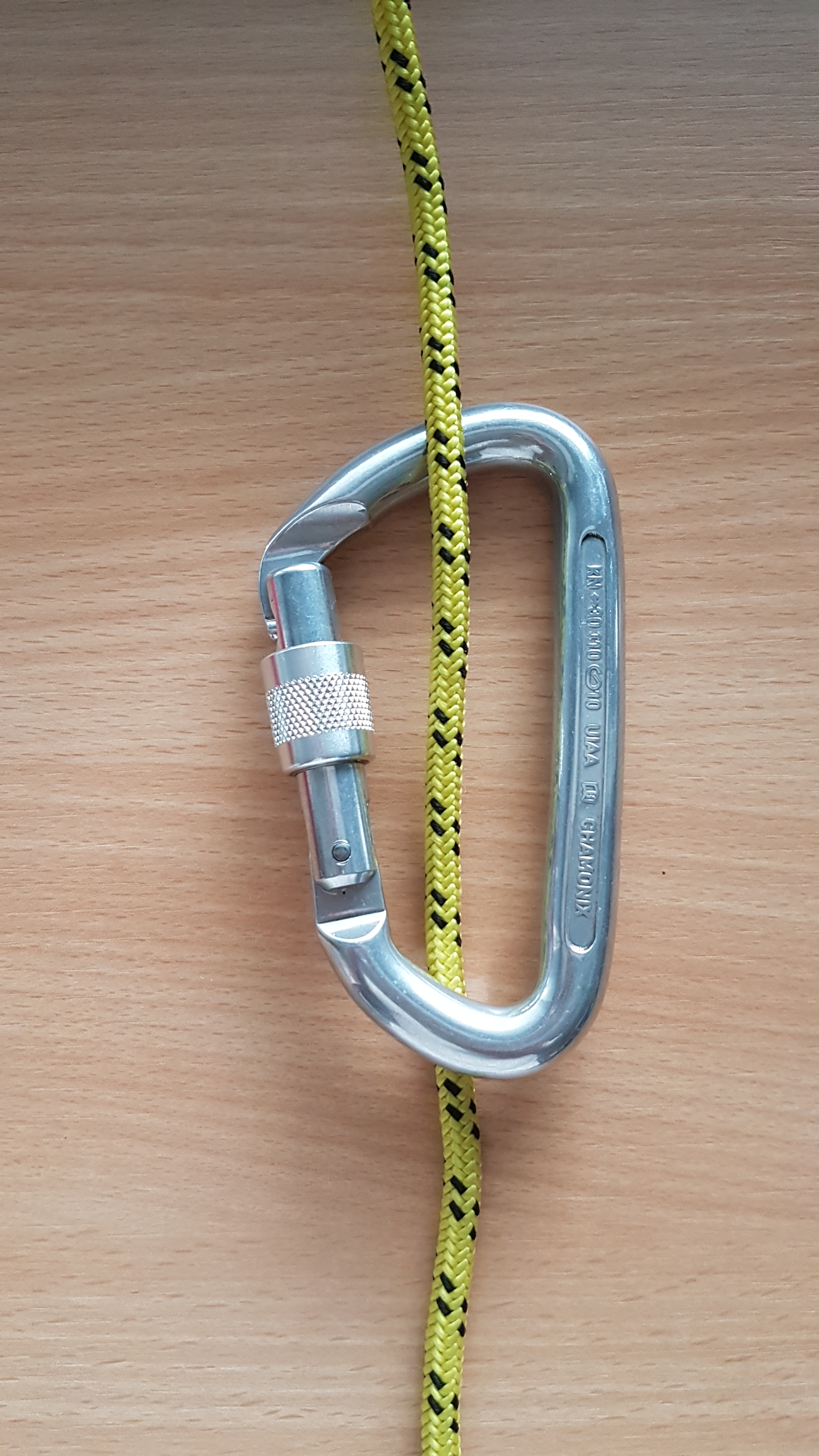
Den Karabiner unter das Seil, welches vom Kletterer kommt, einklippen
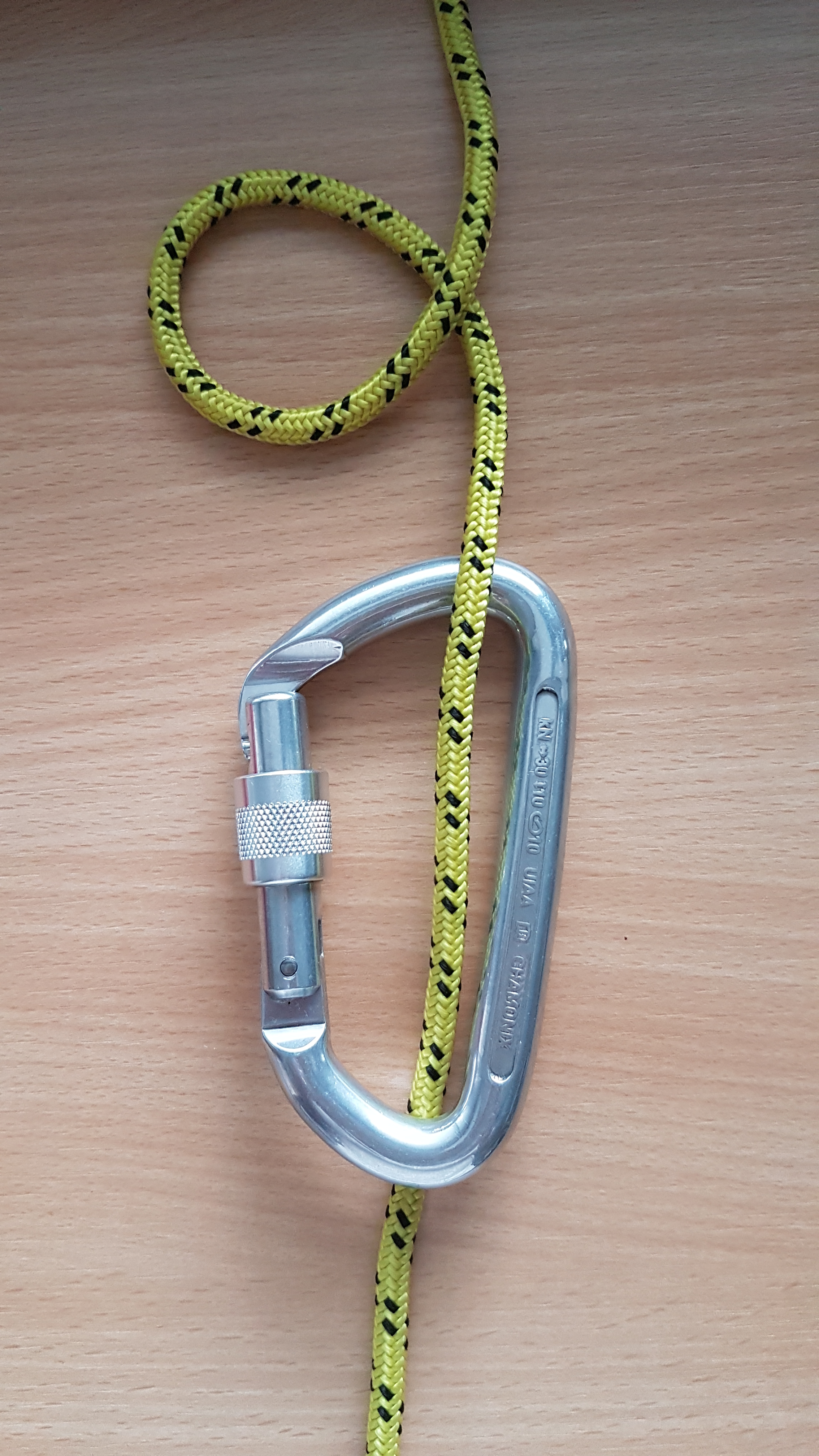
Ein Auge legen
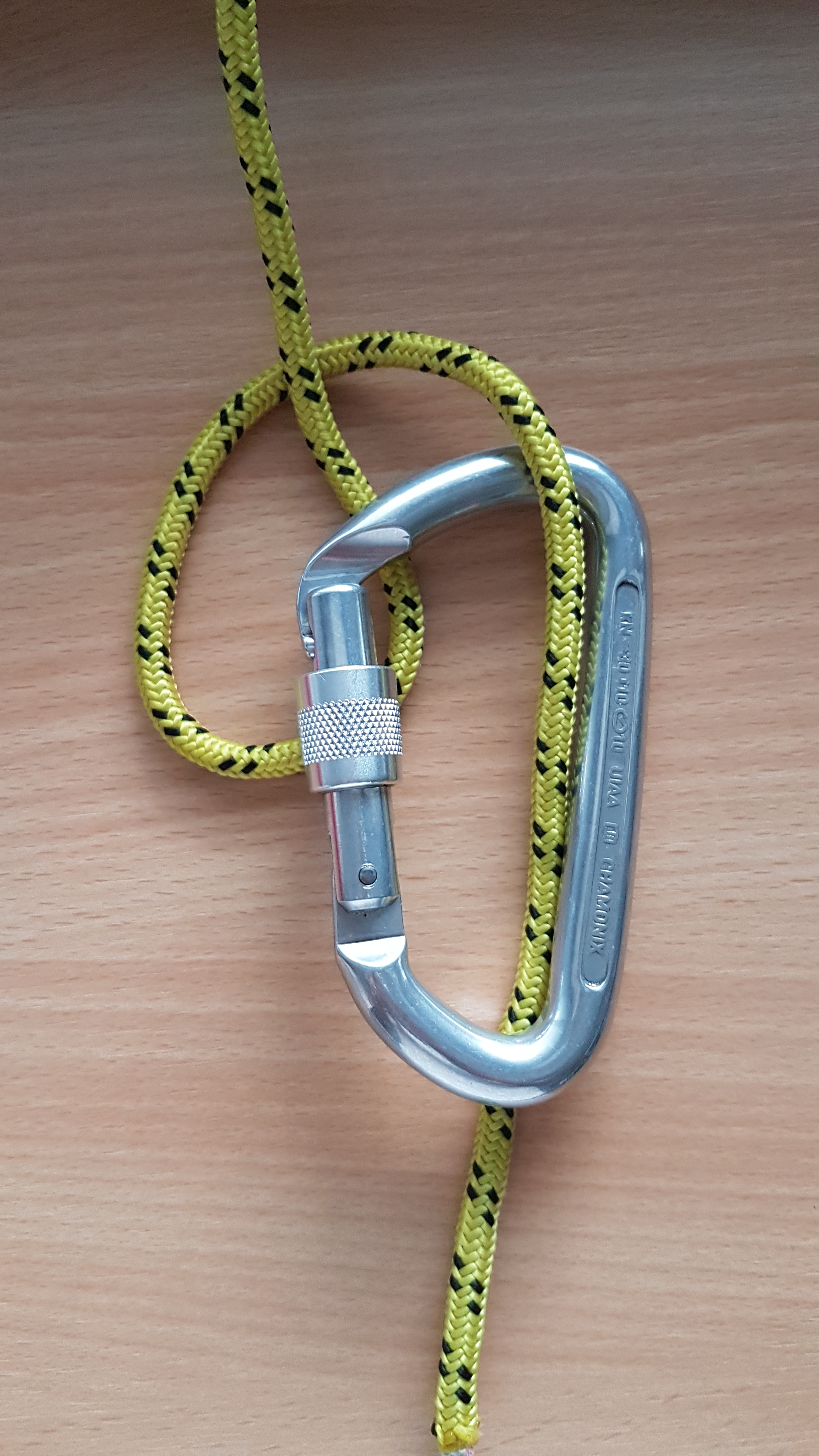
Den Karabiner in
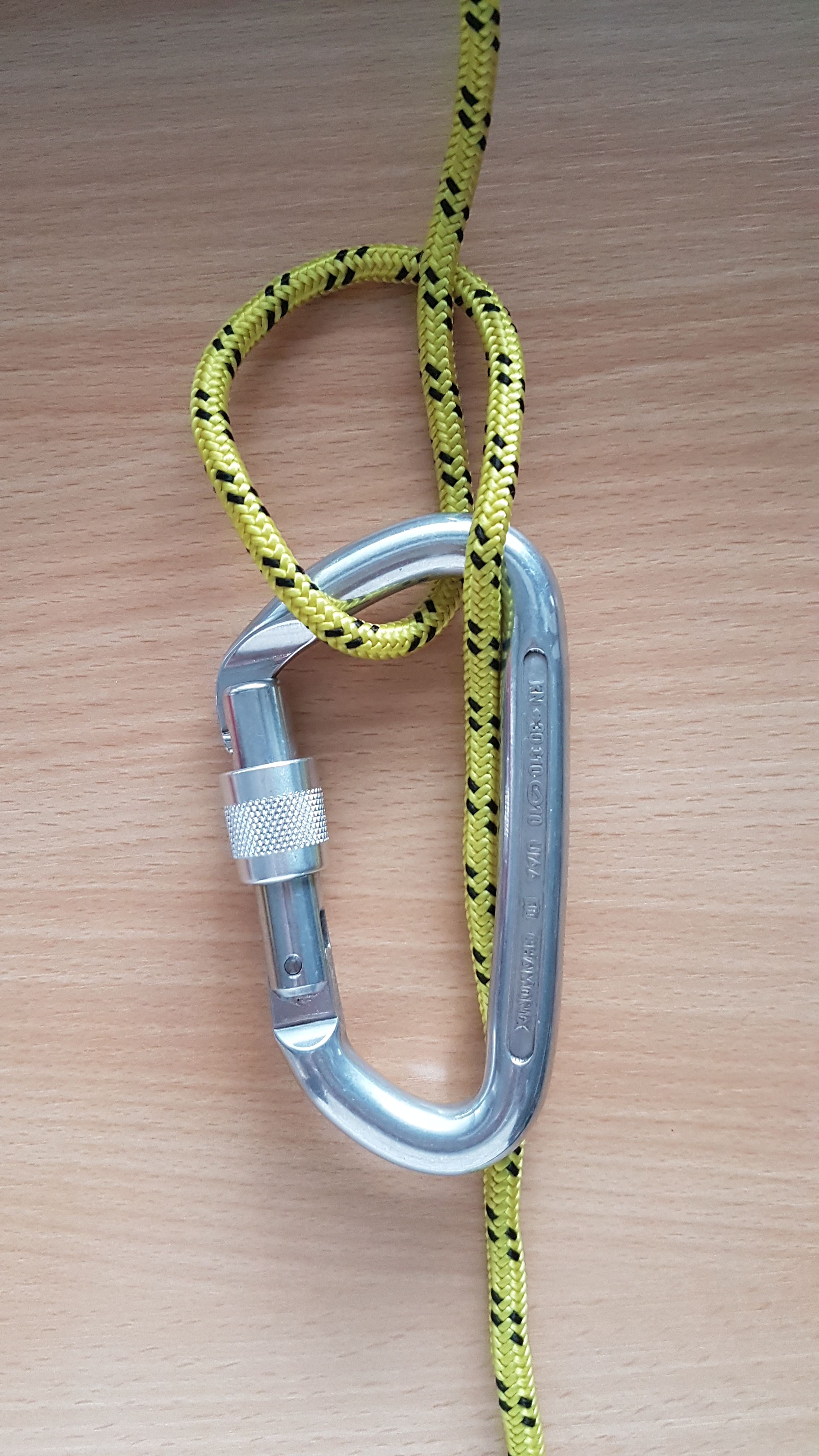
Das Auge einklinken
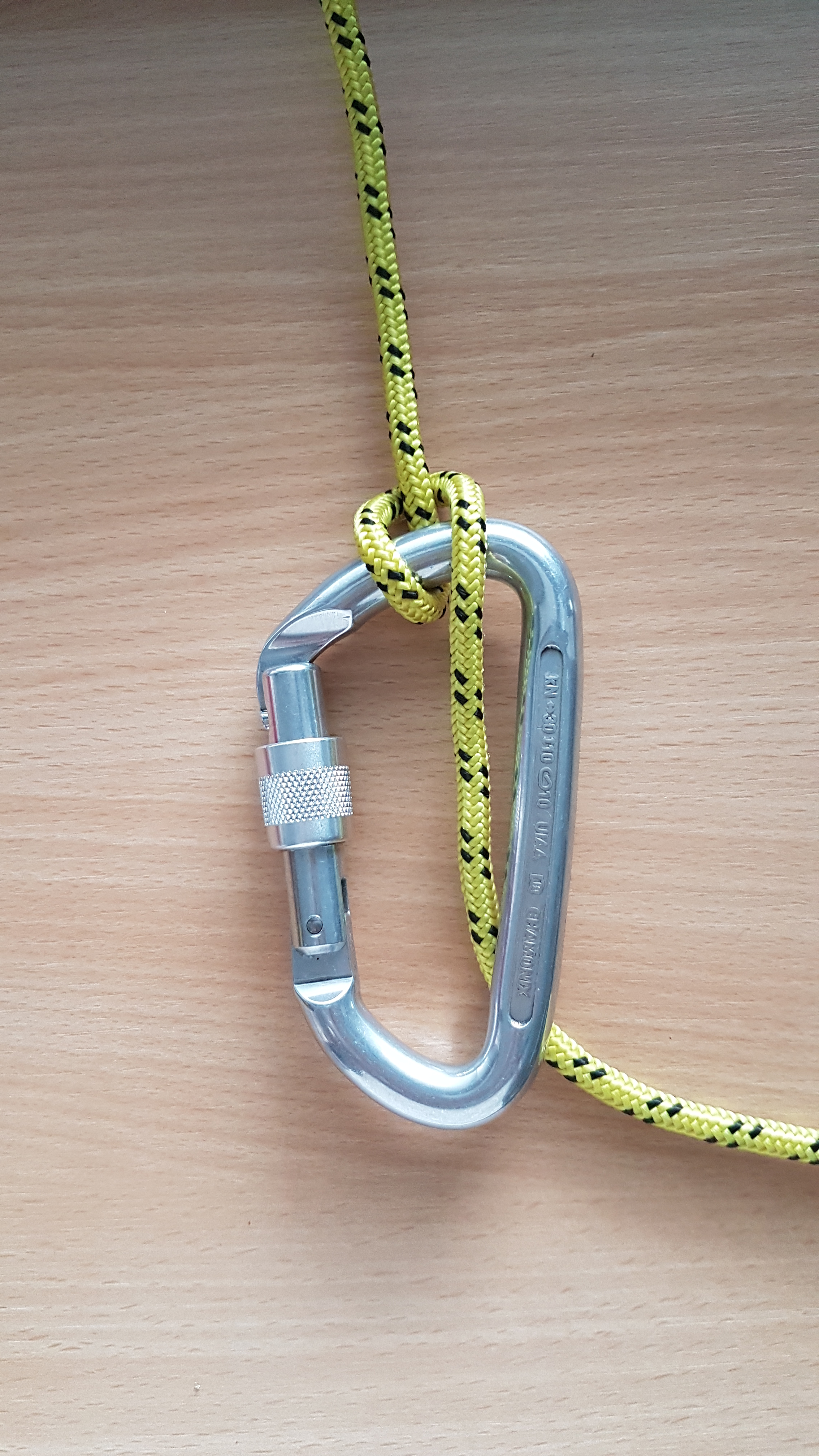
Zuziehen

#### Halbmastwurf gelegt

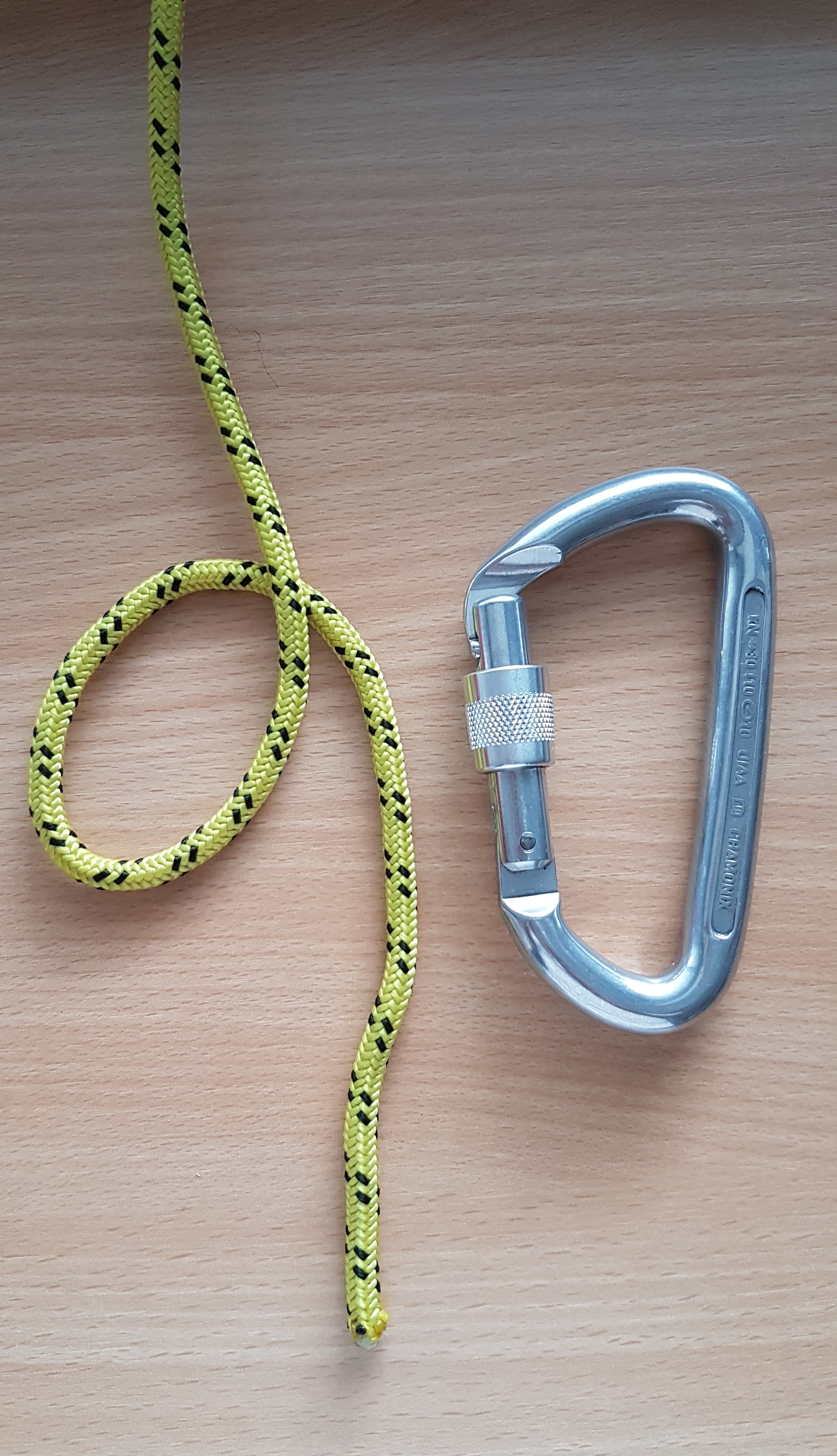
Ein Auge legen
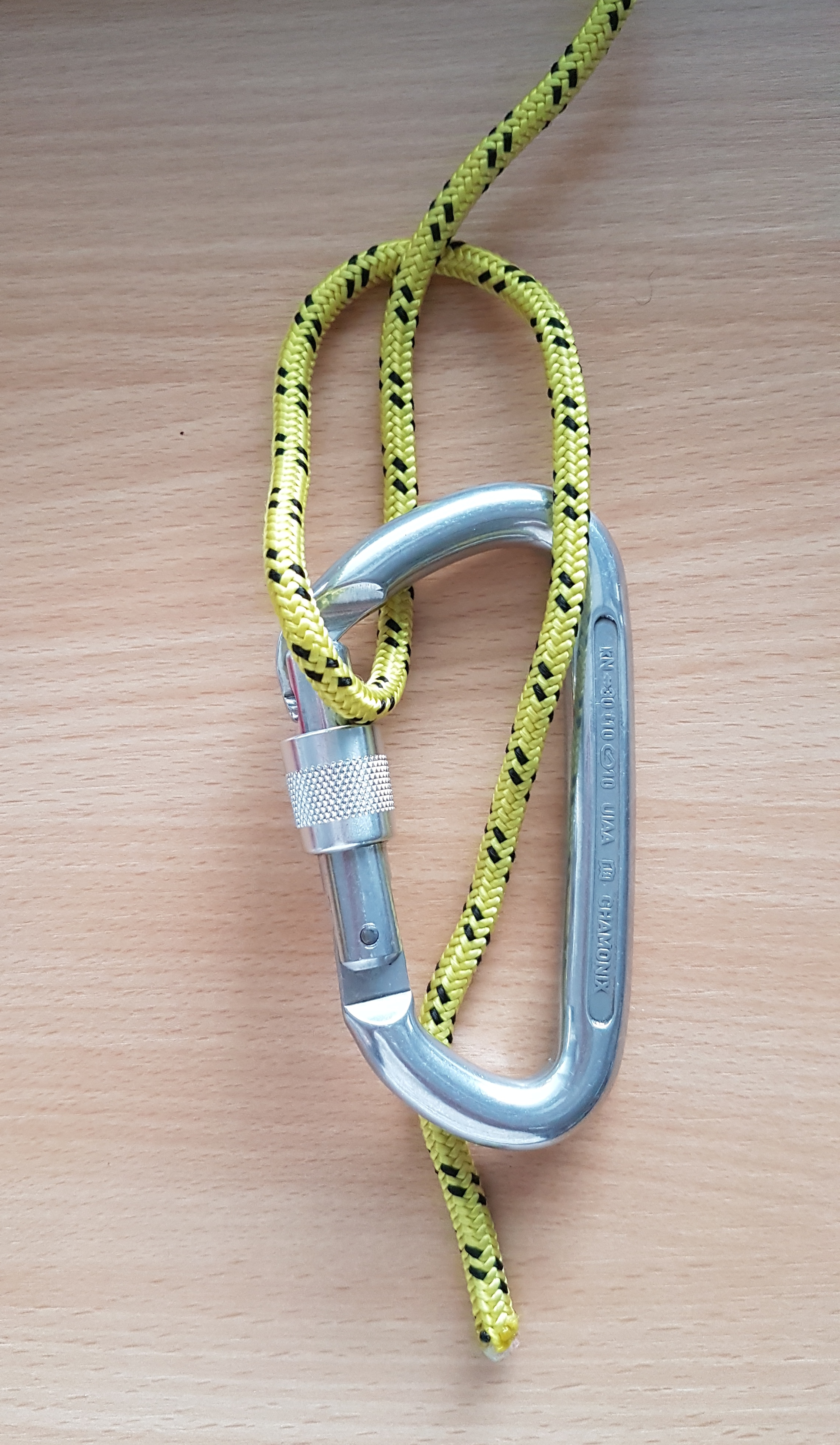
Den Karabiner von unten durch das lose Seilende und das Auge einklinken
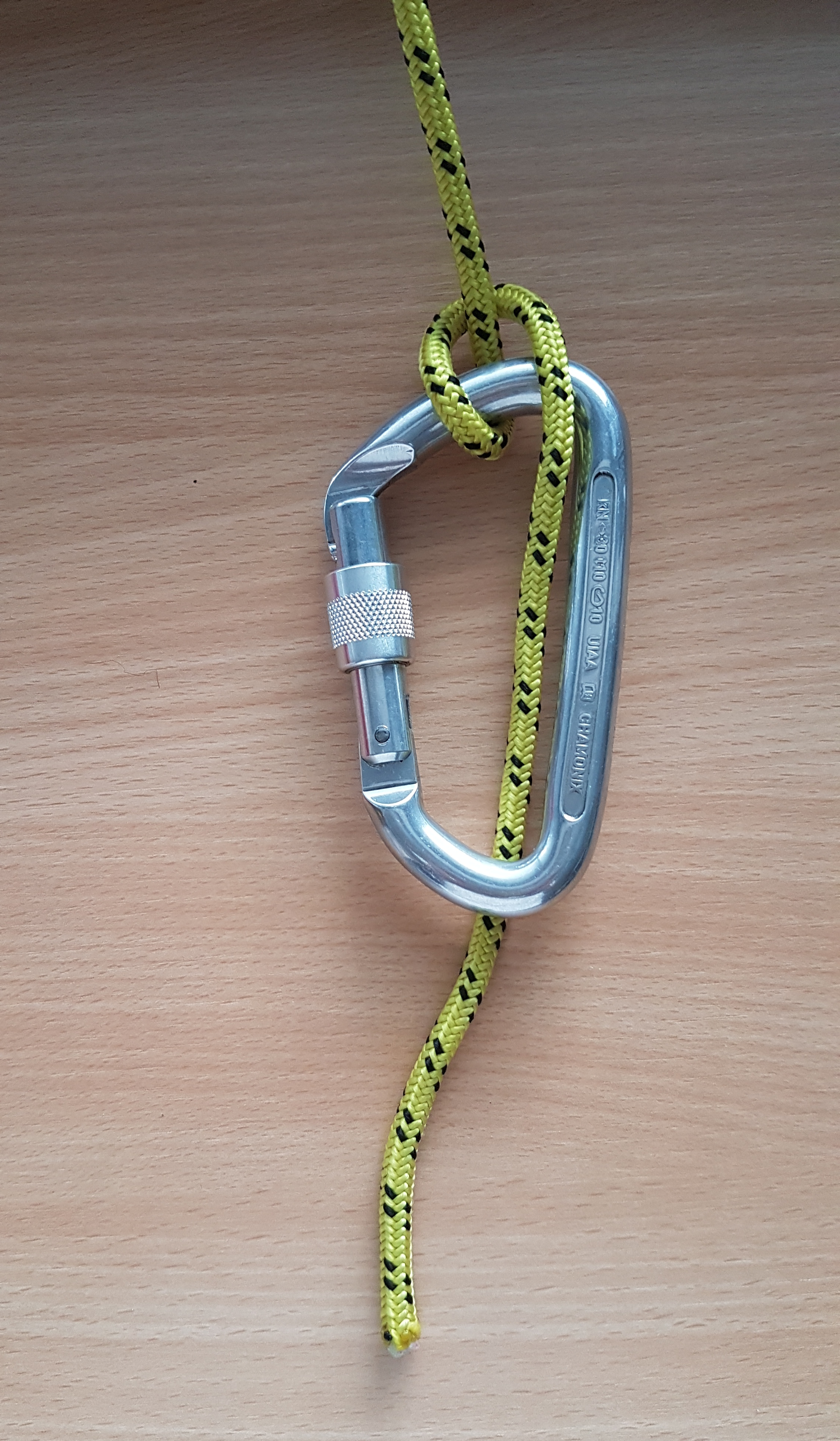
Festziehen

### Halbmastwurf in der Seefahrt

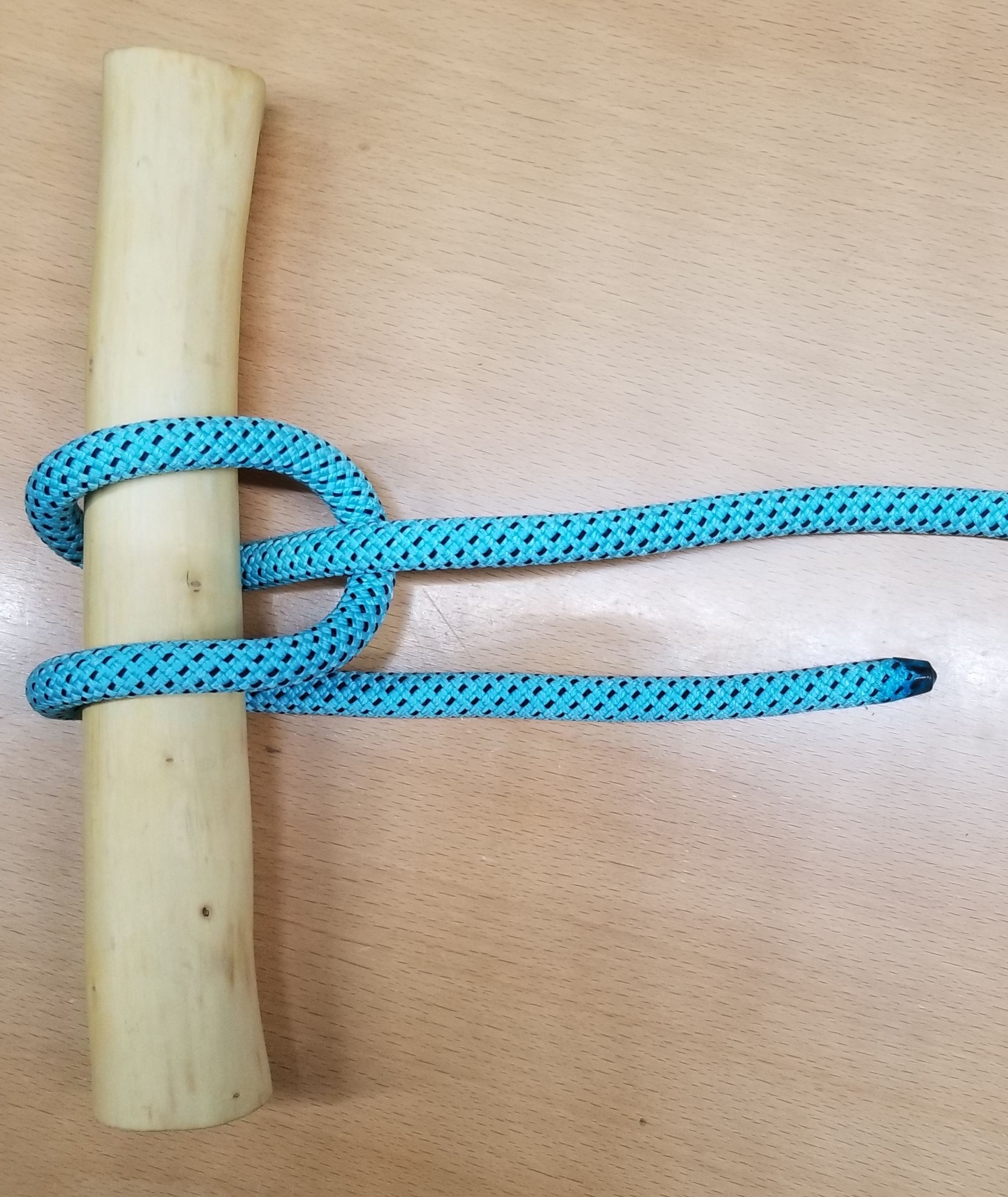
Halbmastwurf

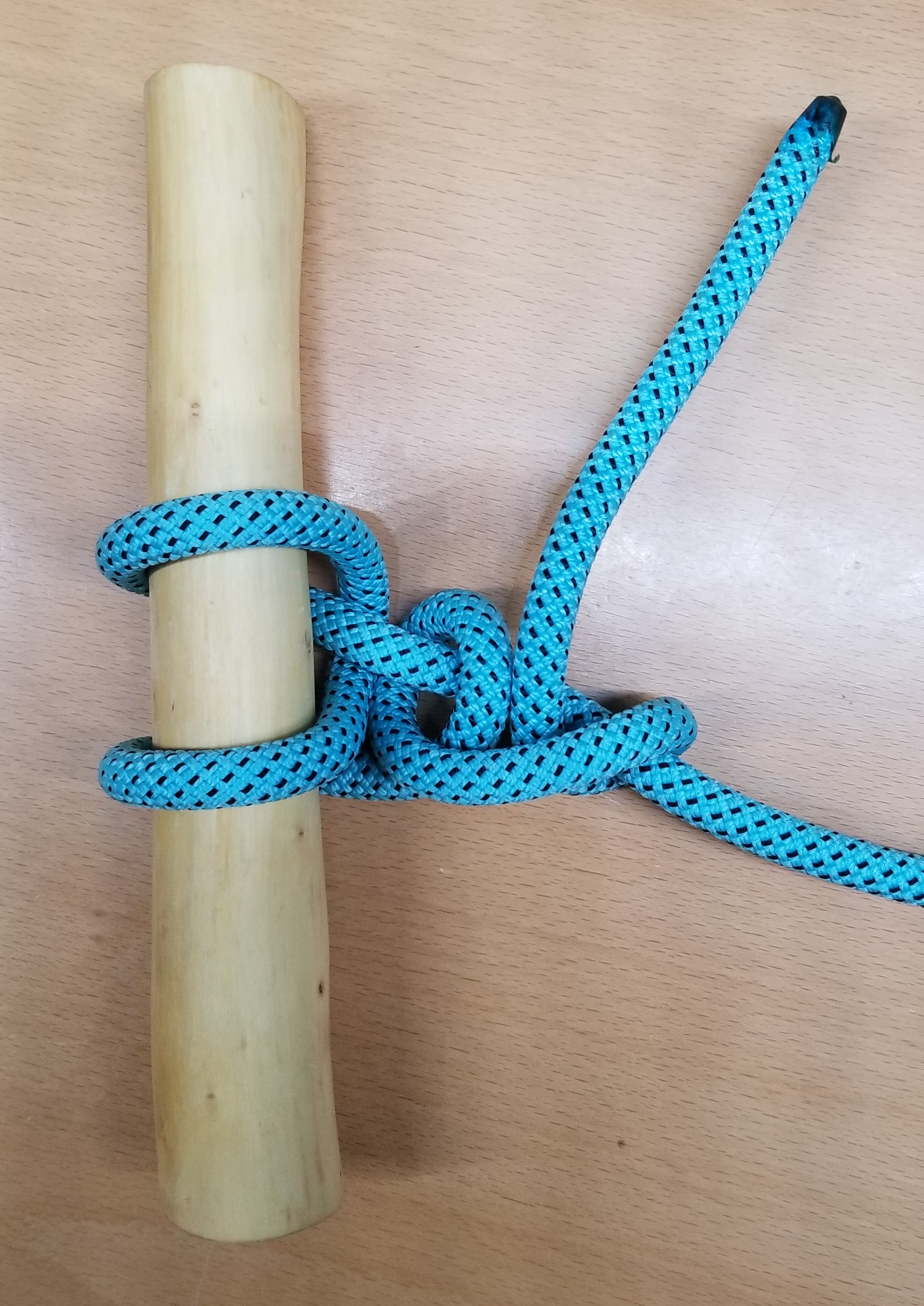
Halbmastwurf mit zwei Halben Schlägen (engl. Backhanded hitch)

Um einen Poller gelegt lassen sich Lasten leichter kontrollieren als mit einem Rundtörn. Dazu führt man das Seil um den Poller, schlägt die lose Part um die stehende Part und führt es nochmal gegenläufig um den Poller.
Ist der Poller sehr breit, kann man eine Bucht bilden und damit um den Poller laufen. Anschließend wird die lose Part durch die Bucht gesteckt. So muss man den Poller nur einmal umlaufen. Diese Form kentert allerdings bei Last in die oben beschriebene Form.
Werden nach dem Halbmastwurf noch zwei halbe Schläge gelegt, entsteht ein Entgegengesetzter Schlag (Backhanded hitch), der sich auch unter schwerer Last leicht wieder öffnen lässt. Einsatzmöglichkeit zum Beispiel beim Fuhrmannsknoten.

## Abwandlungen
- Zum Blockieren des Halbmastwurfs empfiehlt der DAV den Schleifknoten und der ÖAV den Wasserklang.
- Wird der Schleifknoten mit einem Sackstich hintersichert, entsteht der Bergrettungsknoten.

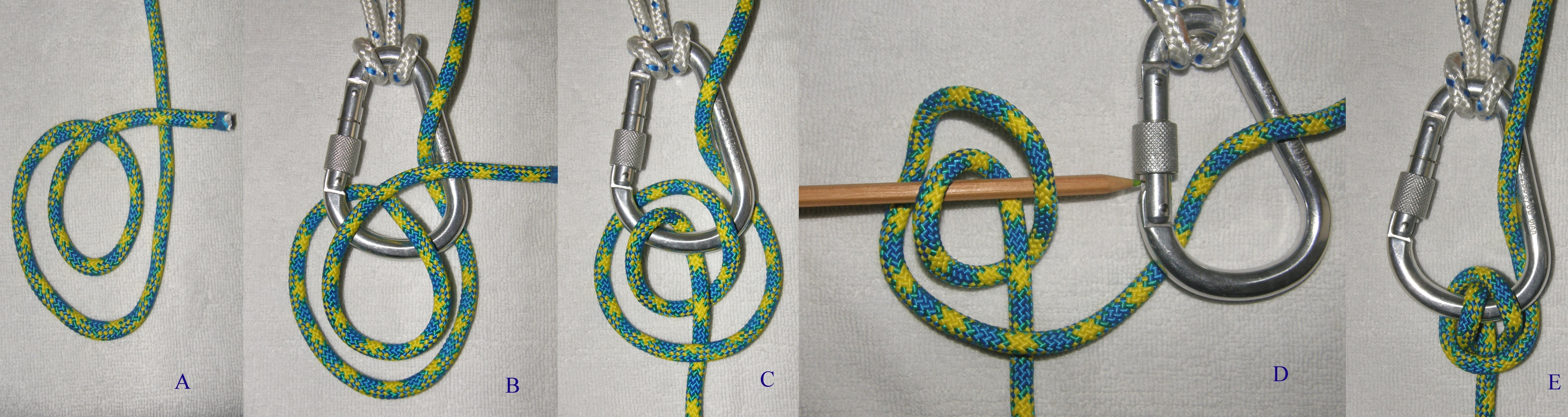
Herstellung des doppelten HMS

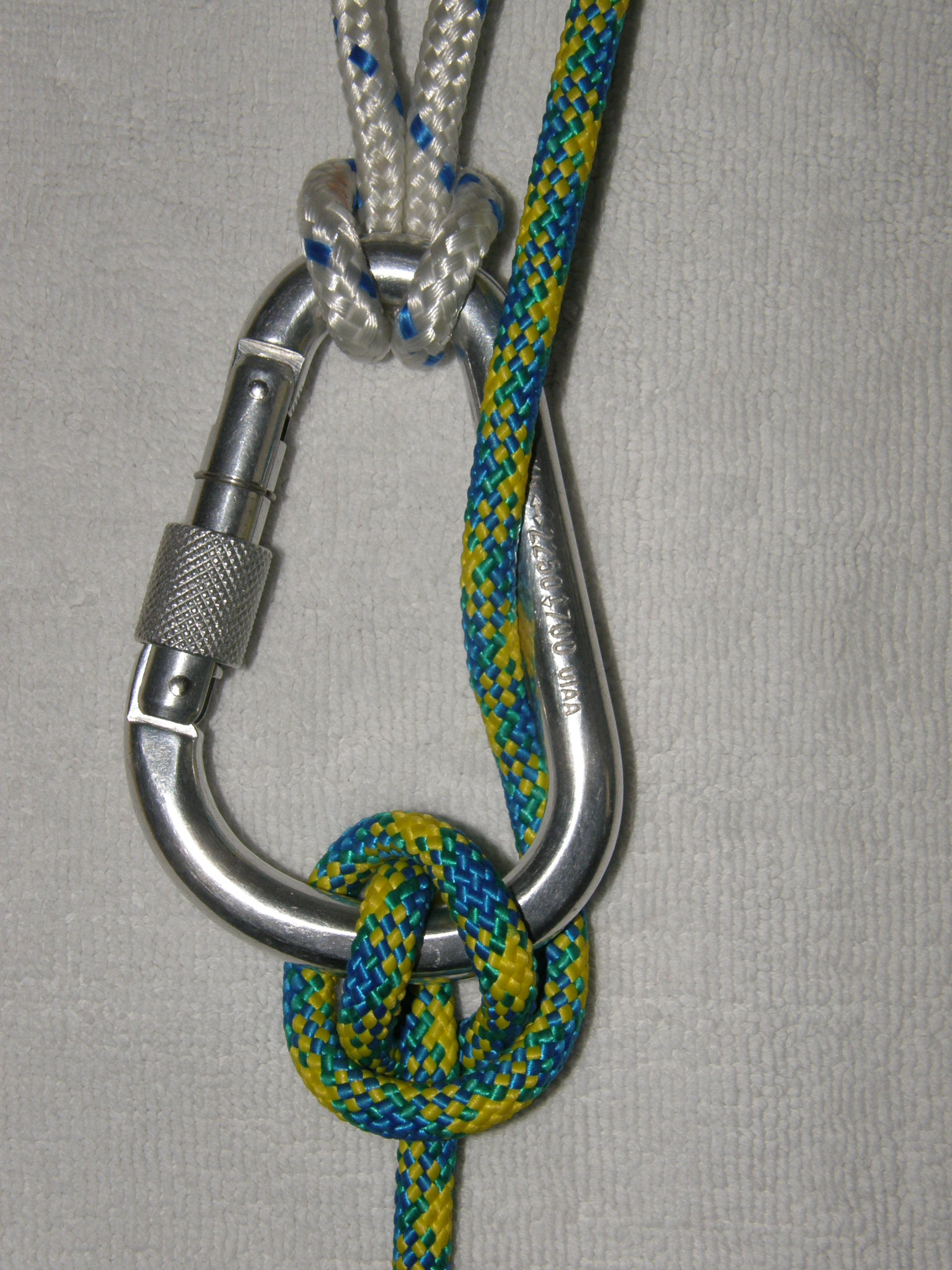
Doppelter HMS

- Wird das lose Ende nochmal um die feste Part geschlagen und durch den Karabiner geführt, entsteht der doppelte HMS (ABoK #1195). Seine Bremswirkung ist stärker als die des gewöhnlichen.[12]
- HMS mit Rücklaufsperre[13]  durch einen zusätzlichen Karabiner